# فورلی دل سانیو
فورلی دل سانیو (به ایتالیایی: Forlì del Sannio) یک کومونه در ایتالیا است که در استان ایسرنیا واقع شده‌است.

## خصوصیات
فورلی دل سانیو ۳۲٫۴ کیلومترمربع مساحت و ۷۴۷ نفر جمعیت دارد و ۶۱۰ متر بالاتر از سطح دریا واقع شده‌است.

## خواهرخوانده
شهر Rives خواهرخواندهٔ فورلی دل سانیو هست.